# The Last of the Line
The Last of the Line è un cortometraggio muto del 1914 diretto da Jay Hunt. Ne venne fatta una riedizione ribattezzata con il titolo Pride of race.

## Produzione
Il film fu prodotto dalla Domino Film Company.

## Distribuzione
Distribuito dalla Mutual, il film - un cortometraggio in due bobine - uscì nelle sale statunitensi il 24 dicembre 1914.